# Посольство России в Румынии
Посольство Российской Федерации в Румынии (рум. Ambasada Federației Ruse în România) — дипломатическое представительство Российской Федерации в Румынии, расположенное в столице государства — Бухаресте. Консульский отдел работает также в городе Констанце. При посольстве открыта русская школа.
В 1934—1941 и 1945—1991 годах посольство представляло интересы Советского Союза, с 1991 года — России в Румынии (Королевство Румыния 1934—1941 и 1945—1947, Румынская Народная Республика 1947—1965, Социалистическая Республика Румыния 1965—1989).
Действующий чрезвычайный и полномочный посол России в Румынии — Владимир Липаев (с 16 апреля 2024).

## История дипломатических отношений

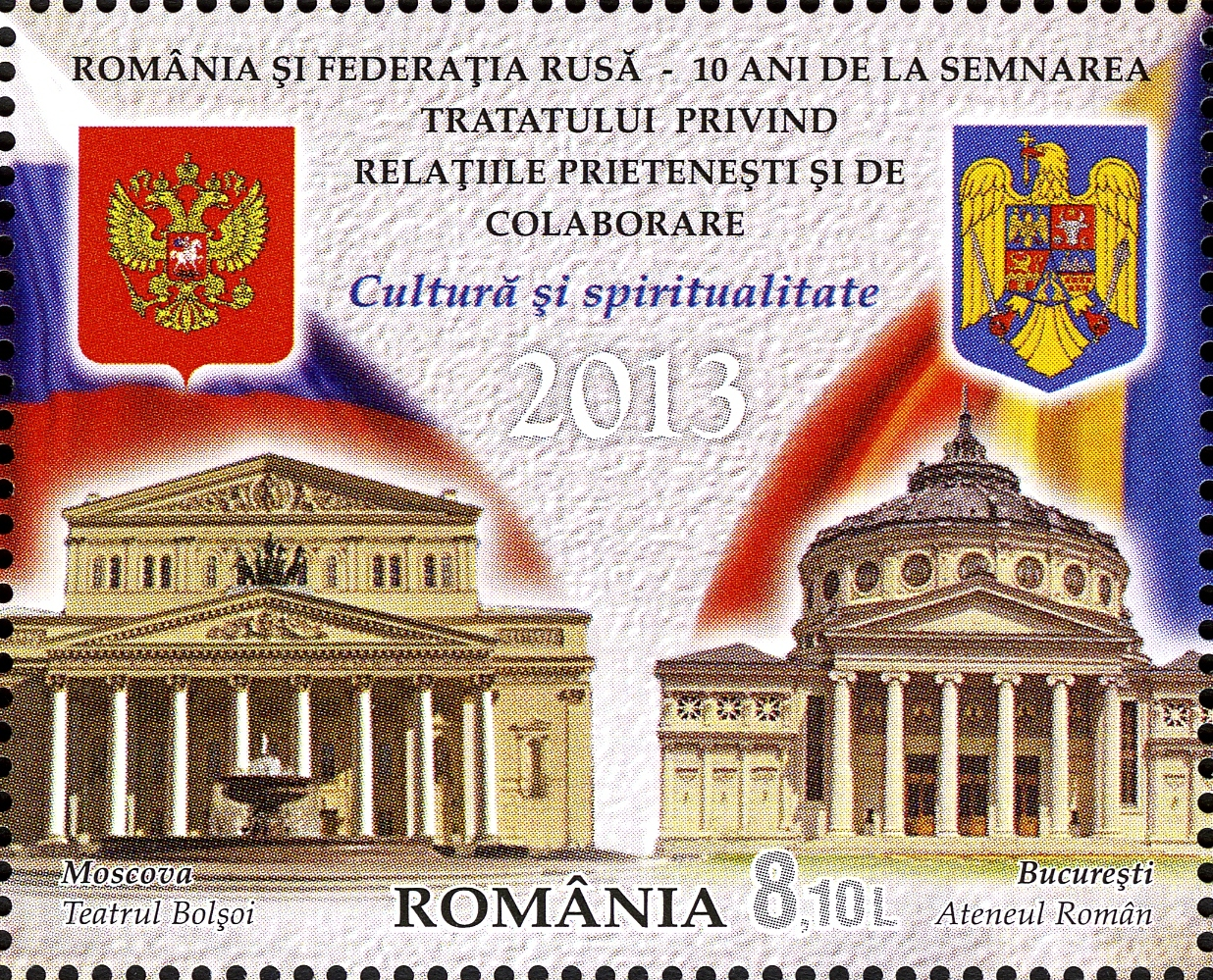
Румынская марка 2013 года: Румыния и Российской Федерации — 10 лет после подписания договора о дружественных отношениях и культурно-духовного сотрудничества

Российская империя была союзником Румынии и остальных православных балканских государств, находившихся в зависимости, или входивших в состав Османской империи, и неоднократно оказывала поддержку в борьбе с последней.
По Бухарестскому мирному договору 1812 года Османская империя уступала России восточную часть Молдавского княжества — территорию Пруто-Днестровского междуречья, которая позже стала называться Бессарабией. Остальная часть княжества осталась под турецким господством. В то время северо-западная часть Молдавского княжества — Буковина — уже входила в состав Габсбургской монархии. В 1859 году Молдавское княжество было объединено с Валашским государством, образовав Королевство Румынию. В 1856 году, согласно Парижскому мирному договору, Кагульский и Измаильский уезды отошли к Молдавскому княжеству. Дипломатические отношения между Россией и Румынией установлены 15 октября 1878, сразу после освобождения Румынии от турецко-османского владычества. Российская империя приняла самое непосредственное участие в освобождении православной Румынии, и согласно Берлинскому соглашению, вернула эти два уезда.
В период между Первой и Второй мировыми войнами отношения двух стран осложнял вопрос Золотого запаса Румынии, вывезенного в 1916 году в Россию на хранение. После Октябрьской социалистической революции золото было арестовано Советским правительством вслед за занятием румынскими войсками Бессарабии, принадлежавшей ранее Российской империи. Советское правительство (а впоследствии и российское) неоднократно официально заявляло, что румынское золото будет возвращено после возвращения Бессарабии Советскому Союзу, но Румыния продолжает настаивать на том, что часть ценностей Королевской Румынии Россия удерживает и по сей день. С другой стороны, Бессарабию Румыния оба раза отдавала под угрозой войны (не добровольно).

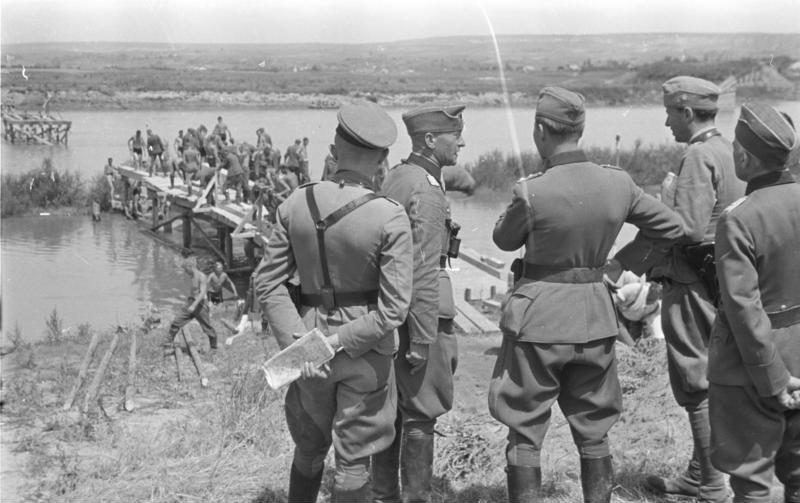
Румынско-германские войска 22 июня 1941 на реке Прут

Весной 1940 года Румыния оказалась в сложном положении. С одной стороны, союзная ей Франция потерпела поражение от Германии, с другой — обострилась ситуация на советско-румынской границе: участились инциденты с применением оружия. Советские дипломаты несколько раз предъявляли румынским властям ноты с требованиями вернуть Бессарабию. Поражение Франции, а также угроза войны с СССР склонили Румынию к сближению с Германией, которая уверяла румынское правительство и короля Михая I, что стране ничего не угрожает, но поставляла в Румынию трофейное польское оружие, в обмен получая нефть.
27 июня 1940 советские войска у румынской границы и созданная весной особым указом Дунайская флотилия были приведены в боевую готовность. В Румынии в ответ была объявлена мобилизация. Однако в ночь на 28 июня коронный совет Румынии решил передать Бессарабию Советскому Союзу без кровопролития. Утром румынские войска начали отход со всей территории Бессарабии. В полдень советские войска пересекли границу и начали занимать Бессарабию и Северную Буковину. 3 июля операция была завершена, и Бессарабия стала частью СССР. 2 августа 1940 была образована Молдавская Советская Социалистическая Республика. В её состав вошла большая часть Молдавской АССР и две трети Бессарабии. Южная часть Бессарабии (Буджак) и остальная территория бывшей Молдавской АССР отошли к Украинской ССР.
22 июня 1941 дипломатические отношения между странами были прерваны Румынией в связи с началам войны. 24 марта 1944 советские войска вступили на территорию Румынии. 23 августа 1944 Ион Антонеску был вызван Михаем I во дворец, где король потребовал от него немедленного заключения перемирия с Красной Армией. Антонеску отказался и был арестован, а позднее расстрелян. 24 августа Румыния объявила о своём выходе из войны, а 25 августа объявила войну Германии. 6 августа 1945 дипломатические отношения восстановлены на уровне миссий, а 24 августа дипмиссии стран преобразованы в посольства.

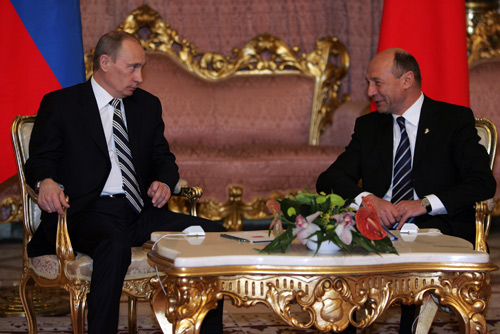
Президент Румынии Траян Бэсеску и президент России Владимир Путин перед саммитом НАТО в Бухаресте, 4 апреля 2008

После войны Румыния вступила в ОВД и СЭВ, оказавшись в сфере влияния СССР. Когда в июле 1958 года из Румынии были выведены советские войска, отношения между Москвой и Бухарестом ухудшились: в Румынии массово переименовываются русские названия улиц, фабрик и городов, уроки русского языка в румынских школах стали факультативными (однако до 1989 года русский язык был одним из обязательных иностранных языков), из армии «вычистили советских агентов». Однако СССР продолжал оказывать Румынии помощь (например, при строительстве румынско-югославской ГЭС Джердап I).
Российско-румынские отношения после 1991 осложняются рядом вопросов:
- Судьба румынской сокровищницы, вывезенной в СССР после окончания войны
- Движение за объединение Румынии и Молдавии
- Приднестровский конфликт
- Поддержка Румынией НАТО. Румыния — член НАТО с 29 марта 2004 и член ЕС с 1 января 2007 (создание на территории Румынии элементов противоракетной обороны США, которые, как считают в России, несут угрозу её безопасности)[7]

## Культура

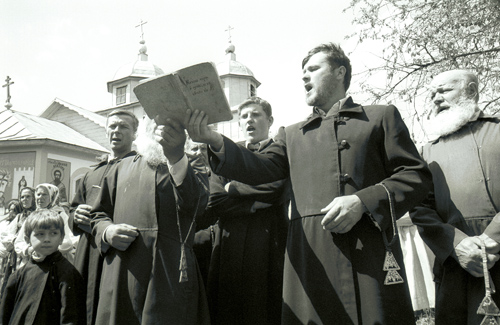
Липоване во время церковной церемонии в румынском селе. Фото Михаила Евстафьева

Во времена холодной войны Румыния находилась в сфере влияния Советского Союза, и русская культура была широко популяризирована. Русский язык был представлен в Румынии через несколько средств массовой информации, таких как кино (Совромфильм) или радио, которые распространяли русские песни и фильмы.
Основная группа жителей Румынии, знающая русский — липоване, этнографическая группа русских-старообрядцев, которые в XVII веке, спасаясь от преследований, переселились в Молдавию и Румынию. Всего же в Румынии проживает от 28 до 36 тысяч липован, владеющих русским языком (по официальным данным). По неофициальным данным общины, на русском разговаривают до 100 тысяч человек. Большинство липован проживает в уезде Тулча. Ещё 10 тысяч украинских и молдавских граждан, учившихся в лицеях, также владеют русским языком. В основном это стипендиаты Румынии, которые отправились в Румынию для учёбы и постоянного проживания. Также в Румынии проживают члены 400 русско-румынских семей и выпускники советских вузов 1950-х годов.

## Здание посольства
Здание было построено в 1913 году.
С 1934 по 1941 год здесь находилась Дипломатическая миссия СССР. В годы войны — помещения переоборудованы под румынский военный госпиталь. Убранство и мебель советского представительства были утрачены, отделка пострадала.  
С 1945 по 1948 год, по проекту советского архитектора Анатолия Яковлевича Стрижевского, корпус был перестроен и реконструирован под Посольство СССР. Создана новая отделка и оборудование интерьеров. 
Архитектор А. Я. Стрижевский впоследствии проектировал комплекс Посольства СССР в Берлине, сооружённого в 1951 году и здание Посольства СССР в Хельсинки (1952).
Школа при Посольстве России в Румынии и интернат для проживания учащихся были открыты в 1953 году.  В первый учебный год в школе обучались 450 человек, из них 130 жили в интернате, который располагался на территории военного госпиталя.  После капитального ремонта школы, законченного в 1983 году, введена в эксплуатацию пристройка к основному корпусу с новыми кабинетами, пионерской комнатой, большим спортивным залом, просторными рекреациями. В 1998 году изменился статус школы. Она стала средней общеобразовательной школой с углублённым изучением иностранного языка при Посольстве России в Румынии. Сегодня в школе на очной, очно-заочной и заочной форме учатся 140 учащихся из 10 стран мира.